# Ciudad Victoria
Ciudad Victoria ist die Hauptstadt des mexikanischen Bundesstaates Tamaulipas. Sie liegt im Zentrum des Bundesstaates und hat über 300.000 Einwohner. Ciudad Victoria ist zudem Verwaltungssitz des Municipio Victoria.

## Geschichte
Ciudad Victoria wurde am 6. Oktober 1750 als Villa de Santa María de Aguayo von José de Escandón gegründet, benannt nach dem ersten Gouverneur der Kolonie Nuevo Santander im Vizekönigreich Neuspanien. Die Stadt wurde in der für spanische Kolonialstädte typischen quadratischen Form um einen zentralen Platz, die heutige Plaza Hidalgo, angelegt.
Am 20. April 1825 bekam Ciudad Victoria den Status einer Stadt und wurde zu Ehren des mexikanischen Präsidenten Guadalupe Victoria nach ihm benannt. Sie wurde Hauptstadt von Tamaulipas. Seit 1871 ist Ciudad Victoria Sitz eines römisch-katholischen Bistums. 1890 wurde eine Eisenbahnstrecke gebaut, die von Monterrey nach Tampico führte.
Die Eröffnung der Straße von Mexiko-Stadt nach Laredo, die in den 1930er Jahren den Beginn des Panamericana-Netzwerks bildete, veränderte das Stadtbild. Die Funktion der Stadt als Durchgangs- und Knotenpunkt im Norden Mexikos wurde durch den Bau weiterer Straßen zur US-amerikanischen Grenze weiter verstärkt. Seit 1941 verfügt Ciudad Victoria über den Flughafen El Petaqueño.

## Infrastruktur
Ciudad Victoria verfügt seit den 1960er Jahren über eine Universität sowie mehrere Forschungseinrichtungen und Höhere Schulen.
Der nördliche Wendekreis tangiert bei 23° 27′ nördlicher Breite den Südrand der Stadt.

## Söhne und Töchter der Stadt
- Emilio Portes Gil (1891–1978), Politiker, Präsident von Mexiko
- Emilio Martínez Manautou (1919–2004), Politiker
- José Sulaimán (1931–2014), Boxpromoter und Präsident des World Boxing Council (WBC)
- Lorenzo Cárdenas Aregullín (* 1937), römisch-katholischer Bischof von Papantla
- José Luis Saldivar (1954–2014), Fußballspieler und -trainer
- Rodolfo Torre Cantú (1964–2010), Politiker
- Jesús Alfaro (* 1968), Fußballtorhüter
- Carlos Alberto Peña (* 1990), Fußballspieler
- Alan Pulido (* 1991), Fußballspieler